# ٲ
ʾAlif hamza ondée en chef ‹ ٲ › est une lettre additionnelle de l’alphabet arabe utilisée dans l’écriture du cachemiri. Elle est composée d’un ʾalif ‹ ا › diacrité d’une hamza ondée en chef.

## Utilisation
En cachemiri, ‹ ٲ › représente une voyelle moyenne centrale longue [əː].